# مريدة بنت بشر
بريدة بنت بشر بن الحارث، صحابية مبايعة كانت عند عباد بن نهيك بن أساف(في أسد الغابة: بن سهل بن أساف)، ثم خلف عليها أخوه أبومعقل بن نهيك، وولدت له عبد الله ثم تزوجها أبو بردة بن أسير، وولدت معتبا.